# Quiero (álbum de Selena y los Dinos)
Quiero es un álbum recopilatorio de la cantante méxico-estadounidense Selena. Fue lanzado en 1993 solo en México por EMI. Dio la antesala a su promoción en dicho país y a su próximo álbum de estudio Amor prohibido (1994). El título fue tomado de una canción que Selena grabó en 1988 para su álbum Preciosa (1988). Además, el álbum contiene canciones de álbumes pasados como Ven conmigo (1990), Entre a mi mundo (1992) y Selena Live! (1993).

## Lista de canciones
| N.º | Título                                       | Escritor(es)                          | Duración |  |
| 1.  | «Siempre Estoy Pensando en Ti»               | A.B. Quintanilla III • Pete Astudillo | 3:03     |  |
| 2.  | «No Debes Jugar»                             | A.B. Quintanilla III • Ricky Vela     | 2:50     |  |
| 3.  | «Yo Me Voy»                                  | Juan Gabriel                          | 3:30     |  |
| 4.  | «Las Cadenas»                                | A.B. Quintanilla III • Ricky Vela     | 3:12     |  |
| 5.  | «¿Que Creías?»                               | A.B. Quintanilla III • Pete Astudillo | 3:33     |  |
| 6.  | «Yo Te Sigo Queriendo»                       | A.B. Quintanilla III • Ricky Vela     | 3:08     |  |
| 7.  | «La Llamada»                                 | A.B. Quintanilla III • Pete Astudillo | 3:12     |  |
| 8.  | «Si la Quieres»                              | Ricky Vela                            | 3:11     |  |
| 9.  | «Tú Robaste Mi Corazón» (con Emilio Navaira) | A.B. Quintanilla III • Ricky Vela     | 3:49     |  |
| 10. | «Quiero»                                     | A.B. Quintanilla III                  | 3:18     |  |